# Jerónimo Méndez
Pour les articles homonymes, voir Mendez.
Jerónimo Segundo Méndez y Arancibia , né le 25 septembre 1887 à Chañaral et mort le 14 juin 1959 à Santiago, est un médecin et homme d'État chilien. Il est président de la république du Chili par intérim du 25 novembre 1941 au 2 avril 1942.

## Biographie
Fils de Jerónimo Méndez y Rojas et de Clotilde Arancibia y Carvajal, il est élève au lycée de La Serena, avant de poursuivre des études à l'école de médecine de l'université du Chili, où il obtient son diplôme de chirurgien en 1914 puis se spécialise en ophtalmologie. Il épouse Amelia Toyos Reales, dont il a cinq enfants.
Il rejoint le Parti radical dès 1905. Il est maire de Coquimbo de 1933 à 1935 puis conseiller municipal jusqu'en 1938. Il est également sénateur de 1940 à 1941.
Le 10 novembre 1941, il est nommé par le président de la République Pedro Aguirre Cerda comme ministre de l'Intérieur et assume à ce titre la fonction de vice-président. Le président, gravement malade, décède le 25 novembre 1941 et Jerónimo Méndez, assure l'intérim. Il organise une élection présidentielle anticipée le 2 février 1942 dont le radical Juan Antonio Ríos sort vainqueur. Jerónimo Méndez lui transmet le pouvoir le 4 avril suivant.
Du 4 février au 7 juin 1943, il occupe le poste de ministre de la Santé, de la Prévision et de l'Assistance sociale.